# Huff-Daland Duster Petrel 31
Die Huff-Daland Duster Petrel 31 (Kosename „Puffer“) war ein Agrarflugzeug der Huff-Daland Aero Company aus dem Jahr 1924.

## Geschichte
Die Huff-Daland Duster Petrel 31 wurde als erstes reines Agrarflugzeug von der Huff-Daland Aero Company konstruiert und gebaut. Harold Harris absolvierte am 28. Juli 1924 den Erstflug. Über fünf Jahre hatte die Huff-Daland Aero Company in Zusammenarbeit mit dem Entomologen B.R. Coad und dem U.S. Department of Agriculture umfangreiche Versuche mit unterschiedlichen Flugzeugtypen und Motoren durchgeführt. Die Ergebnisse dieser Tests flossen in die Konstruktion der Huff-Daland Duster Petrel 31 ein. Am 26. August 1924 konnten drei Flugzeuge des Typs an der Universität von Georgia in Athens (Georgia) das großflächige Besprühen von Feldern vorführen. Die Piloten wurden vom US Army Air Service gestellt. Im September 1924 konnte die Huff-Daland Aero Company die erste kommerzielle Insektenbekämpfung auf 1800 Acres der Robertshaw Company Plantation in Heathman (Mississippi) durchführen. Berechnet wurden 35 Cent pro Acre.
Am 2. März 1925 wurde eigens für die Insektenbekämpfung die Huff Daland Dusters gegründet. Alle 18 gebauten Flugzeuge gingen zu dieser Gesellschaft. Sie war damit die größte private Luftflotte ihrer Zeit. In den Sommermonaten wurden die Maschinen in den Südstaaten der USA eingesetzt. In den Wintermonaten 1927 und 1928 wurden sie nach Peru gebracht und dort eingesetzt. Im Jahr 1928 wurde die Huff Daland Dusters von C.E. Woolman gekauft und in die Delta Air Service eingegliedert. Die Flugzeuge waren dort noch bis 1948 in Nutzung, bevor sie durch die Boeing-Stearman PT-17 abgelöst wurden.
Im Jahr 1966 konnten von Delta zwei Maschinen erworben werden, um daraus eine Huff-Daland Duster Petrel 31 zu rekonstruieren. Diese wurde der Smithsonian Institution übergeben, befand sich aber jahrelang als Dauerleihgabe im Delta Flight Museum und steht heute im zum National Air and Space Museum gehörenden Steven F. Udvar-Hazy Center.

## Technische Daten
| Kenngröße                   | Daten der Duster Petrel 31 |
| --------------------------- | -------------------------- |
| Besatzung                   | 1+2                        |
| Länge                       | 7,04 m                     |
| Spannweite                  | 10,14 m                    |
| Höhe                        | 2,54 m                     |
| Leermasse                   | 643 kg                     |
| max. Startmasse             | 1021 kg                    |
| Höchstgeschwindigkeit (VMO) | 180 km/h                   |
| Triebwerksart               | Sternmotor                 |
| Triebwerk                   | Wright J-4                 |